# 聖慈幼稚園
聖慈幼稚園（せいじようちえん）は、広島県呉市海岸3丁目にある私立幼稚園。

## 沿革
- 1951年（昭和26年）12月 - 広島県知事より認可される。
- 1982年（昭和57年）3月 - 学校法人上原学園聖慈幼稚園として組織変更する。